# Choibalsan
Choibalsan (en mongol, Чойбалсан) és la quarta ciutat més poblada de Mongòlia. El nom de la ciutat fou Bayan Tümen (Баян Түмэн) fins al 1941, quan fou reanomenada amb el nou nom pel líder comunista Khorloogiin Choibalsan. És la capital de la província de Dornod. El nom oficial de la ciutat administrativa és Kherlen sum, que té una superfície de 281 km². Està situada a la rivera del riu Kerulen, a una altitud de 747 metres sobre el nivell del mar.

## Història
La localització fou un lloc de correus en una ruta durant segles. Al segle xix va créixer i es va convertir en una ciutat. Choibalsan es va convertir en un centre econòmic de l'est de Mongòlia al segle xx. Després de la democratització, el 1992, quan els treballadors russos la van abandonar, gran part de l'economia es va col·lapsar. Des de llavors, la ciutat ha patit un dels percentatges d'aturats més altes de l'estat.
Degut a la proximitat de la ciutat del lloc de la batalla de Khalkhin Gol, la ciutat té un museu dedicat a Gueorgui Júkov, l'heroi de la batalla.

## Població
El 2007, la ciutat tenia 39.500 habitants, cosa que representava el 51,2% del total de la població de la província (Aimag) de Dornod.,
El 1994, la ciutat tenia 45.490 habitants, el 2000 en tenia, 41.714, el 2003, 36.141 i el 2006, 39.500.
La majoria de la població de Choibalsan són Mongols Khalkha i hi ha minories de Buriats, Mongols Barga i Üzenchin. També hi ha una minoria d'immigrants de la Mongòlia Interior (Xina).

## Clima
Choibalsan gaudeix d'un clima semidesert fred, segons la Classificació climàtica de Köppen. Els hiverns són molt freds i secs i els estius són càlids i més humits.
| Dades climàtiques a Choibalsan             | Dades climàtiques a Choibalsan | Dades climàtiques a Choibalsan | Dades climàtiques a Choibalsan | Dades climàtiques a Choibalsan | Dades climàtiques a Choibalsan | Dades climàtiques a Choibalsan | Dades climàtiques a Choibalsan | Dades climàtiques a Choibalsan | Dades climàtiques a Choibalsan | Dades climàtiques a Choibalsan | Dades climàtiques a Choibalsan | Dades climàtiques a Choibalsan | Dades climàtiques a Choibalsan |
| Mes                                        | gen                            | febr                           | març                           | abr                            | maig                           | juny                           | jul                            | ag                             | set                            | oct                            | nov                            | des                            | anual                          |
| ------------------------------------------ | ------------------------------ | ------------------------------ | ------------------------------ | ------------------------------ | ------------------------------ | ------------------------------ | ------------------------------ | ------------------------------ | ------------------------------ | ------------------------------ | ------------------------------ | ------------------------------ | ------------------------------ |
| Màxima rècord °C (°F)                      | 1.3 (34.3)                     | 8.4 (47.1)                     | 21.4 (70.5)                    | 29.5 (85.1)                    | 36.8 (98.2)                    | 41.2 (106.2)                   | 39.1 (102.4)                   | 38.3 (100.9)                   | 31.6 (88.9)                    | 28.0 (82.4)                    | 15.2 (59.4)                    | 3.5 (38.3)                     | 41.2 (106.2)                   |
| Màxima mitjana °C (°F)                     | −14.4 (6.1)                    | −10.7 (12.7)                   | −0.5 (31.1)                    | 10.5 (50.9)                    | 19.0 (66.2)                    | 24.9 (76.8)                    | 26.6 (79.9)                    | 24.4 (75.9)                    | 18.0 (64.4)                    | 8.8 (47.8)                     | −3.4 (25.9)                    | −11.8 (10.8)                   | 7.62 (45.71)                   |
| Mitjana diària °C (°F)                     | −20.5 (−4.9)                   | −17.7 (0.1)                    | −7.8 (18)                      | 2.6 (36.7)                     | 11.3 (52.3)                    | 17.6 (63.7)                    | 19.8 (67.6)                    | 17.9 (64.2)                    | 10.6 (51.1)                    | 1.5 (34.7)                     | −9.8 (14.4)                    | −17.6 (0.3)                    | 0.66 (33.18)                   |
| Mínima mitjana °C (°F)                     | −25.5 (−13.9)                  | −23.9 (−11)                    | −14.8 (5.4)                    | −4.1 (24.6)                    | 3.8 (38.8)                     | 10.8 (51.4)                    | 14.4 (57.9)                    | 12.1 (53.8)                    | 4.9 (40.8)                     | −4.2 (24.4)                    | −15.2 (4.6)                    | −22.7 (−8.9)                   | −5.37 (22.33)                  |
| Mínima rècord °C (°F)                      | −41.6 (−42.9)                  | −38.3 (−36.9)                  | −36.6 (−33.9)                  | −20.3 (−4.5)                   | −8.7 (16.3)                    | 0.5 (32.9)                     | 4.4 (39.9)                     | 2.1 (35.8)                     | −6.0 (21.2)                    | −20.3 (−4.5)                   | −29.9 (−21.8)                  | −36.4 (−33.5)                  | −41.6 (−42.9)                  |
| Precipitació mitjana mm (polzades)         | 1.6 (0.063)                    | 1.9 (0.075)                    | 2.9 (0.114)                    | 6.3 (0.248)                    | 14.4 (0.567)                   | 39.0 (1.535)                   | 57.4 (2.26)                    | 43.3 (1.705)                   | 27.2 (1.071)                   | 7.7 (0.303)                    | 3.3 (0.13)                     | 2.6 (0.102)                    | 207.6 (8.173)                  |
| Mitjana de dies de precipitació (≥ 1.0 mm) | 0.6                            | 1.0                            | 0.7                            | 1.6                            | 3.2                            | 5.7                            | 8.7                            | 8.1                            | 4.6                            | 1.6                            | 1.1                            | 0.9                            | 37.8                           |
| Mitjana mensual d'hores de sol             | 198.5                          | 212.0                          | 266.1                          | 264.0                          | 294.9                          | 307.3                          | 297.9                          | 287.1                          | 258.2                          | 239.2                          | 199.5                          | 177.6                          | 3.002,3                        |
| Font: NOAA (1961-1990)                     |                                |                                |                                |                                |                                |                                |                                |                                |                                |                                |                                |                                |                                |

## Traansports
A la ciutat hi ha l'aeroport de Choibalsan (COP/ZMCD), que té una pista d'aterratge pavimentada. Té vols regulars a Ulan Bator i a Hailar. L'any 2001 s'hi va construir una nova terminal de passatgers.
El 12 de novembre del 2007 es va anunciar que es faria una nova línia de tren internacional que uniria Rússia amb la Xina i que passaria per la ciutat de Choibalsan.